# 생물가
생물가(Biological value, BV)는 생물체의 단백질로 통합되는, 음식으로부터 흡수된 단백질의 비율을 측정한 것이다. 얼마나 쉽게 흡수된 단백질을 생물 세포 내 단백질 합성에 사용할 수 있는지를 포착한다. 단백질은 음식 내 질소의 주된 원천이다.